# Svrčinník
Svrčinník (1312,8 m n. m.) je druhá nejvyšší hora Kremnických vrchů. Nachází se v okrese Banská Bystrica a v okrese Turčianske Teplice na Slovensku. Lesnatý a ve vrcholové části poměrně plochý masív leží v hlavním hřebeni. Od západně situované Flochové jej odděluje sedlo Flochovej (1297 m). Přes vrchol prochází červeně značená Cesta hrdinů SNP.
Svrčinník je chráněn jako stejnojmenná národní přírodní rezervace. Chráněné území leží ve správních územích obcí Dolný Harmanec v okrese Banská Bystrica a Horná Štubňa, Turček a Čremošné v okrese Turčianske Teplice. Vyhlášeno bylo v roce 2001 a jeho rozloha je 222,49 hektaru. Předmětem ochrany je zachovalý komplex klimaxových lesních společenstev Kremnických vrchů ve čtvrtém až sedmém vegetačním stupni.

## Přístup
- po červené značce ze sedla Malý Šturec
- po červené značce ze sedla Flochovej (1297 m n. m.)